# Българско основно училище във Вланга
Българското основно училище във Вланга (Цариград) е създадено в 1908 година. То е продължител на открито 40 години преди това училище (с пръв учител Петър Станчев), просъществувало 4 години.
Училището се помещава в дома на българина Алекси Николов. Там става и записването на учениците. Голямата част от тях са българчета от Егейска Македония. Екзархийският вестник „Вести“ в броя си 3 юли 1909 година пише за създаването на училището и за първата учебна година в него (1908/1909). Указва месторождението на учениците: Цариград – 5 души, Българска Блаца (Костурско) – 8, Черешница (Костурско) – 3, Загоричани (Костурско) – 13, Бобища (Костурско) – 6, Куманичево (Костурско) – 6, Екши Су (Леринско) – 2, Зелениче (Леринско) – 2, Емборе (Кайлярско) – 2, Косинец (Костурско) – 2, Перово (Преспанско) – 2, Златари (Преспанско) – 1, Петърско (Леринско) – 1, Щип –1, Калофер – 1, Копривщица – 1, София – 1. Родителите са млекари (27), градинари (8), готвачи (8), шивачи (2), кръчмари (2), търговци (2), чиновници (2), хлебар (1) зидарин (1), сарафин (1).
Управлението на училището и ръководството на четирите отделения е поверено на К. Пандов. Екзархията възлага на Фроса Русева, учителка във фенерското училище, да преподава ръкоделие един път седмично.
Скоро след създаването на училището към него се открива и читалище. Дарителите помагат и с пари, и с покъщнина. По-късно към училището се открива и безплатна трапезария, от която бедните ученици получават на обед топла храна. Тя се поддрържа чрез помощите от българите в квартала и на даряваното от млекарите мляко.
Училището се подкрепя и от Българското просветно-благотворително братство „Възраждане“ в Цариград – Вланга, което дори включва в устава си точка за събиране на средства за построяване на училищно здание и параклис и за подпомагане при нужда на съществуващата към основното училище трапезария.
Откриването на българско училище разтревожва гръцката общност в Цариград; гръцкият вестник „Етнос“, под заглавие Caveant consules (лат.: Консулите да бдят), пише в 1908 година: „Отъ нѣкое врѣме насамъ голѣма дѣятелносъ се развива въ Вланга. Много българи, които въ бившия режимъ се преструваха, че сѫ гъркофили, черкуваха се въ енорийската църква, а чедата си изпращаха въ училищата на общината, сега явно се противятъ на всичко елинско. Влѣзли въ споразумѣние с нѣкои българомакедонци, които напослѣдъкъ гостуват у тѣх, стараятъ се да отворятъ българско училище“. Българският вестник „Вести“ коментира: „Каква пакостъ за елинизма, ако българитѣ отворятъ за рожбитѣ си едно бълкгарско училище“.
В следващите години броят на учениците (момчета и момичета) се увеличава; по-голямата част от тях са от Костурско, Леринско и Кайлярско.